# 女の愛と生涯
『女の愛と生涯』（おんなのあいとしょうがい Frauenliebe und Leben）はロベルト・シューマンが1840年に作曲した連作歌曲である。作品42。アーデルベルト・フォン・シャミッソーの詩（1830年）による。
「歌曲の年」といわれる1840年に作曲された（同年の有名な作品としては「リーダークライス」作品24や作品39、「詩人の恋」がある）。
シャミッソーの原詩は彼自身の結婚生活に触発されて、（現代からみると古臭いが）夫に尽くす妻の観点を詩としたものだが、シューマンがこれに作曲したのも自身の経験と切り離して考えることはできないだろう（彼はクララ・ヴィークとの結婚を望んでいたのだが、彼女の父フリードリヒ・ヴィークが許さず、ついに法廷に訴えて同年結婚を勝ち取ったのである）。
この歌曲集の特徴としては、ピアノの独立性が高く、声楽と対等な立場で音楽表現に与っている点がある。この点で本作品によりドイツ歌曲はシューベルトの圧倒的影響を離れて新しい時代に入ったといえる。また、最初の主題が最後の曲で繰り返される循環形式風の試みも特徴である。
なお、シューマンは作曲に当たって原作にあった最後の詩「かけがえのない日々の夢も ("Traum der eignen Tage")」をカットしている（この詩は、年老いた女性が花嫁となる孫娘に人生について語るというもの）。カール・レーヴェはこの曲も含めて全曲に作曲しており、歌曲集「女の愛 "Frauliebe"」作品60として出版している（レーヴェによる同曲についてはこちらを参照）。

## 曲目
次の8曲からなり、女性が未来の夫と出会い、結婚し、最後に死別するまでを描く。
1. Seit ich ihn gesehen 彼に会って以来
2. Er, der Herrlichste von allen 彼は誰よりも素晴らしい人
3. Ich kann's nicht fassen, nicht glauben 分からない、信じられない
4. Du Ring an meinem Finger わたしの指の指輪よ
5. Helft mir, ihr Schwestern 手伝って、妹たち
6. Süßer Freund, du blickest やさしい人、あなたは見つめる
7. An meinem Herzen, an meiner Brust わたしの心に、わたしの胸に－はじめて子をもうけた母の情愛を歌う。ニ長調。
8. Nun hast du mir den ersten Schmerz getan 今、あなたは初めてわたしを悲しませる。－夫の死に際しての一幕。

## 編曲
一例として岩本渡による女声合唱とピアノのための編曲があり、1998年に初演された。